# Acacia triptera
Acacia triptera — вид квіткових рослин з родини бобових. Ареал: Австралія (Новий Південний Уельс, Квінсленд, Вікторія).

## Середовище
Вид зустрічається на піщаних пагорбах або скелястих виходах у маллі, рідколіссях або вересових пустищах.

## Біоморфологічна характеристика
Це розлогий, вигнутий кущ або дерево (4,5 м заввишки та 7 м завширшки) з прямовисною або розлогою формою з округлими в перерізі, голими гілочками. Філодії вічнозелені, мають довжину від 1,5 до 5,5 см та ширину від 2 до 10 мм і мають багато поздовжніх жилок, розташованих дуже близько одне до одного. Яскраво-жовті квіткові головки з'являються з серпня по листопад. Прості суцвіття розташовані парами в пазухах листків з циліндричними квітковими головками довжиною від 1,5 до 3 см, вкритими золотистими квітами. Після цвітіння з'являються закручені або скручені коричневі стручки розміром від 3 до 8 см і вшир від 2 до 4 мм.